# 南明史 (顧誠)
《南明史》是中国历史学家顧誠的代表作之一，1997年付梓。

## 内容
《南明史》全書記載自崇禎十七年（1644年）大順軍陷北京至康熙三年（1664年）夔東十三家進攻重慶之役最後敗亡為止的南明史蹟。南明史一書有諸多創新見解，例如歷史界普遍認定李自成入北京後即迅速腐敗的說法，顧誠以為“说李自成等大顺军领导人因骄致败，是指他们目光浅短，骄傲轻敌，而决不能解释为他们骄奢淫逸。”他還认为历史上没有李岩这个人。被史家稱譽的史可法卻被顧誠貶低，顧誠認為史可法是「成事不足，败事有余」，經營一年有餘的揚州城，清軍只用了一天時間即告占领。清軍入關後由於一連串的暴政，如圈地令、投充法，使得漢人大力反彈，也使得大順軍、大西軍、南明政權三方面合作，共同抵制清軍，使南明再能延續二十年的政權。本書提到了錢謙益、李之椿、顧炎武、張名振、張煌言等人的復明行動。南明史一書亦證實，南明並非反攻無望，李定国在张献忠死后随孙可望佔据云南，多次重挫清军，並取得靖州大捷、桂林大捷、衡阳大捷，郑成功部队也先后取得江东桥大捷、崇武大捷、海澄大捷、泉州大捷、护国岭大捷。李定国更主动策划联合郑成功会师，順治七年（1650年）多爾袞已死，第一代的大清戰將大部凋零，戰力大不如前，似有可為。但南線的鄭成功私心自用，一再拖延會師廣東，造成李定國功虧一簣。北線的孫可望野心太大，企圖篡位，使得“此機一失，南明再無復興之望”。之后西南战场的磨盘山血战和东南战场的厦门大捷只是南明军队的回光返照了。
順治十一年（1654年）可謂“明清相爭關鍵的一年”，清兵入關時，生產方式原始落後，兵力非常有限，光靠八旗兵根本不可能征服全国，他們必須勾結漢族的地方士紳，坐收渔翁之利，中國近代最負盛名的山西晉商就是由此崛起，亦因清朝的滅亡而迅速沒落。至於南明失败的主因是内部矛盾重重、勾心斗角，严重分散、抵消了抗清力量。

## 评价
- 何龄修评价：“当然不是填补空白之作，但却代表南明史研究迄今为止所达到的最高水平”。[2]
- 顧誠的《南明史》全书約77万字，建立在扎實史料之上，引用方志达237部，引用書目達579種，幾乎遍查南明義軍所至的每一州縣，注釋如天上繁星，可謂“言必有据”、“无一字无出处”，有時注釋甚至比本文還多。顧誠考證出《過江七事》不是陳貞慧而是姜曰廣的著作，提升了此書的史料價值。此書被譽為南明史研究的里程碑，榮獲中國國家圖書獎和北京市哲學社會科學優秀成果一等獎。
- 李治亭則認為顧誠《南明史》的失误在于，不加区别，继续把孙可望、李定国降明后仍视为是一支独立的农民军政治势力，仍称他们为义军，看作是“合作”、“结盟”的关系。李治亭又認為《南明史》对满清全面否定，所谓康雍乾盛世纯属子虚乌有，是某些人“捧”出来的。並引孙文良《明朝兴亡所系辽东之得失》，认为“明亡始于辽亡，辽亡影响明亡”。[3]